# Центральный (вулкан)
Центральный — потухший вулкан на полуострове Камчатка, Россия.
Данный вулкан относится к Калгаучскому вулканическому району Срединного вулканического пояса. Он находится на водоразделе хребта в 5 км к северо-востоку от вулкана Черного.
Форма вулкана близка к щиту. В географическом плане вулканическая постройка имеет несколько вытянутую в северо-западном направлении форму с осями 6 × 4 км, площадью в 19 км². Объём изверженного материала ~4 км³. Абсолютная высота — 1382 м, относительная — около 500 м.
Состав продуктов извержений представлен базальтами.
Деятельность вулкана относится к верхнечетвертичному — современному периоду.